# Original H
 (septembre 2024).
Original H est un groupe de konpa créé en 2000 à Paris par 5 musiciens parisiens d’origine haïtienne,.

## Historique
Original H est un groupe de musiciens parisiens d’origine haïtienne, formé en 1999. Composé de cinq membres liés par des relations d’amitié et de parenté, le groupe s’inspire de leur première expérience musicale au sein de la communauté catholique haïtienne. Ils se spécialisent dans le kompa, un genre musical populaire en Haïti, influencé par des groupes tels que Tabou Combo, Djakout Mizik, T-Vice, et d’autres figures du kompa traditionnel et moderne.
Le groupe a sorti deux albums studio et deux albums live entre 2000 et 2009 : Wè Pa Wè, Tout Moun Jwenn, Men Konpa, Tout Moun Dakò, et Original H live 2009. Ces productions leur ont permis de se faire connaître sur la scène compa parisienne et au-delà. Original H est notamment reconnu pour des morceaux comme Maria, Ambiance de Ouf, Lanmou Vakans, et Ou Chwazi Kan W.
Au fil des ans, le groupe a enrichi son répertoire musical en incorporant des influences contemporaines telles que le Hip-Hop, la Dancehall, et la variété française, tout en restant ancré dans les rythmes traditionnels haïtiens. Leur travail les a menés à se produire dans de nombreux pays, notamment à La Réunion, en Côte d’Ivoire, en Martinique, en Guadeloupe, en Haïti et à Miami. En France, Original H s’est illustré lors de divers événements, notamment au Cabaret Sauvage, au Zénith, à la Foire de Paris, et au Festival des Musiques du Monde de Montreuil.
En plus de leur activité musicale, les membres Original H ont participé à plusieurs actions caritatives en soutien à Haïti, notamment à l’envoi de fournitures scolaires, de vêtements et de médicaments. En janvier 2010, après le séisme en Haïti, ils ont pris part au clip Un Geste Pour Haïti, aux côtés de diverses personnalités française telles que  Charles Aznavour, des Neg’marrons, de Michel Drucker, Youssoupha, Zazie, Passi, Cesaria Evora et bien d’autres encore , pour inciter aux dons et soutenir les victimes du tremblement de terre.

## Discographie

### Ouvè Pòt La
En novembre 2010, Original H sort son cinquième album, Ouvè Pòt La, marquant ainsi ses dix ans de carrière. L’album suit la continuité des précédents avec une énergie caractéristique, un groove distinctif, et une riche palette harmonique. Le premier single, Week-end, en collaboration avec l’humoriste ivoirien Patson, a été diffusé sur les ondes, attirant l’attention de l’audience du groupe, qui s’étend au-delà des frontières.
De 2010 à 2017, Original H enchaîne les performances live, consolidant sa réputation de groupe dynamique et original. Leur musique live, marquée par des improvisations et une forte présence scénique, a été saluée lors de concerts dans des lieux emblématiques tels que l’Accor Arena lors de la Nuit du Kompa, le Zénith de Paris, ainsi qu’au Festival Kompa à Miami et lors d’autres événements notables, comme le Grand Carnaval de l’Été.

### Mise à Jour
En 2017, le groupe sort l’album Mise à Jour. Cet opus puise dans les racines haïtiennes tout en intégrant des sonorités contemporaines. Le groupe y affirme son identité culturelle tout en explorant de nouvelles directions musicales. Cet album marque un tournant pour Original H, qui intègre de nouveaux éléments et collaborations, tout en restant fidèle à son style.

### Bob Marley (remix)
En 2018, le groupe sort le titre Bob Marley, une reprise de l’artiste Dadju, en collaboration avec Oswald et DJ Skety. Cette fusion de Kompa et de Reggae montre une nouvelle fois la capacité du groupe à explorer différents genres tout en conservant son identité musicale.

### Baby Mwen Love & Loin de Moi (remix)
En 2020, Original H continue d’innover avec le titre inédit Baby Mwen Love et un clip visuellement marquant. La même année, ils reprennent également le titre Loin de moi de l’artiste Naza.

### Nan Boul Figi Yo
Après une pause de plus d’un an en raison de la pandémie de Covid-19, le groupe fait son retour avec l’album live Nan Boul Figi Yo, comportant plusieurs morceaux plébiscités par le public. Cet album témoigne de la continuité et de l’évolution du groupe après plus de deux décennies de carrière.